# Brindas
Brindas település Franciaországban, Rhône megyében. Lakosainak száma 6718 fő (2022. január 1.). Brindas Grézieu-la-Varenne, Soucieu-en-Jarrest, Chaponost, Craponne, Francheville, Messimy és Vaugneray községekkel határos.

## Népesség
A település népességének változása:
| Lakosok száma | 5775 | 5960 | 6182 | 6174 | 6315 | 6478 | 6589 | 6661 | 6718 |
|               | 2013 | 2015 | 2016 | 2017 | 2018 | 2019 | 2020 | 2021 | 2022 |